# Ali Gabr
Ali Gabr (arabe : علي جبر), né le 10 janvier 1989 à Ismaïlia en Égypte, est un footballeur international égyptien, qui évolue au poste de défenseur au sein du club égyptien du Pyramids FC.

## Biographie

### Carrière en club
Il participe avec le club de Zamalek, à la Ligue des champions d'Afrique et à la Coupe de la confédération. Il inscrit un but en Coupe de la confédération en avril 2015, contre le club rwandais de Rayon Nyanza. Il atteint la finale de la Ligue des champions en 2016, en étant battu par le club sud-africain des Mamelodi Sundowns.
Le 9 juillet 2018, Ali Gabr quitte le Zamalek pour rejoindre le Pyramids FC, « nouveau riche » du continent africain.

### Carrière en sélection
Ali Gabr reçoit sa première sélection en équipe d'Égypte le 15 novembre 2014, contre le Sénégal (défaite 0-1). Il participe à sa première compétition internationale lors de la Coupe d'Afrique des nations 2017 organisée au Gabon. Il fait partie de la liste des 23 joueurs égyptiens sélectionnés pour disputer la Coupe du monde de 2018 en Russie. En décembre 2023, il est retenu dans la liste des vingt-sept joueurs égyptiens sélectionnés par Rui Vitória pour disputer la Coupe d'Afrique des nations 2023.

## Palmarès
Égypte
- Coupe d'Afrique des nations
  - Finaliste 2017

| Ismaily - Championnat d'Égypte : - Vice-champion : 2007-08 et 2008-09. - Supercoupe d'Égypte : - Finaliste : 2007.               |  | Zamalek \| - Ligue des champions d'Afrique - Finaliste : 2016 - Championnat d'Égypte (1) : - Champion : 2014-15. - Vice-champion : 2015-16. \| \| - Coupe d'Égypte (3) : - Vainqueur : 2013-14, 2014-15 et 2015-16. - Supercoupe d'Égypte : - Finaliste : 2014 et 2015. \| |
| - Ligue des champions d'Afrique - Finaliste : 2016 - Championnat d'Égypte (1) : - Champion : 2014-15. - Vice-champion : 2015-16. |  | - Coupe d'Égypte (3) : - Vainqueur : 2013-14, 2014-15 et 2015-16. - Supercoupe d'Égypte : - Finaliste : 2014 et 2015. |